# Puente del Tercer Milenio
Die Puente del Tercer Milenio überbrückt den Ebro in Saragossa in der spanischen Autonomen Gemeinschaft Aragonien und verbindet die Stadtteile Delicias und La Amozara mit dem Viertel Actur-Rey Fernando. Die anlässlich der Expo 2008 gebaute 6-spurige Brücke verbindet die Avenida de la Expo 2008 mit der Avenida de las Ranillas.
Das von Juan José Arenas entworfene Bauwerk gilt als die größte Stabbogenbrücke der Welt aus Beton.
Sie hat 2 × 3 Fahrspuren, die durch einen Mittelstreifen mit den Lichtmasten getrennt werden, beidseits einen zweispurigen Radweg sowie Gehwege, die durch halbseitig mit durchsichtigem Material verkleidete Röhren vor Wind und Wetter geschützt sind.
Der Fahrbahnträger ist 270 m lang und 43 m breit. Er hängt an einem Betonbogen, der sich an beiden Enden aufspaltet, so dass er mit dem Fahrbahnträger an dessen auskragenden äußeren Rändern verbunden ist und auf großen Elastomerlagern auf den Pfeilern aufliegt. Der Bogen hat eine Stützweite von 216 m und eine Höhe von 36 m über der Fahrbahn. Er besteht aus einem 5,4 m breiten und 1,8 m hohen Hohlkasten aus hochfestem Beton. Zwischen dem Bogen und den äußeren Rändern des Fahrbahnträgers sind auf jeder Seite 32 Hänger gespannt. In der Seitenansicht verlaufen sie in der Vertikale. Da sie aber schräg zwischen dem über der Längsachse der Brücke stehenden Bogen und dem Fahrbahnrand gespannt sind, vermitteln Ansichten der Brücke schräg vom Ufer das Bild einer Netzwerkbogenbrücke.
Die Puente del Tercer Milenio ist eine in vielen Aspekten weiterentwickelte Form der Barqueta-Brücke in Sevilla, einer 1992 eröffneten, ebenfalls von Juan José Arenas entworfenen stählernen Stabbogenbrücke.
Die Puente del Tercer Milenio wurde von Dragados errichtet und am 7. Juni 2008 eröffnet.

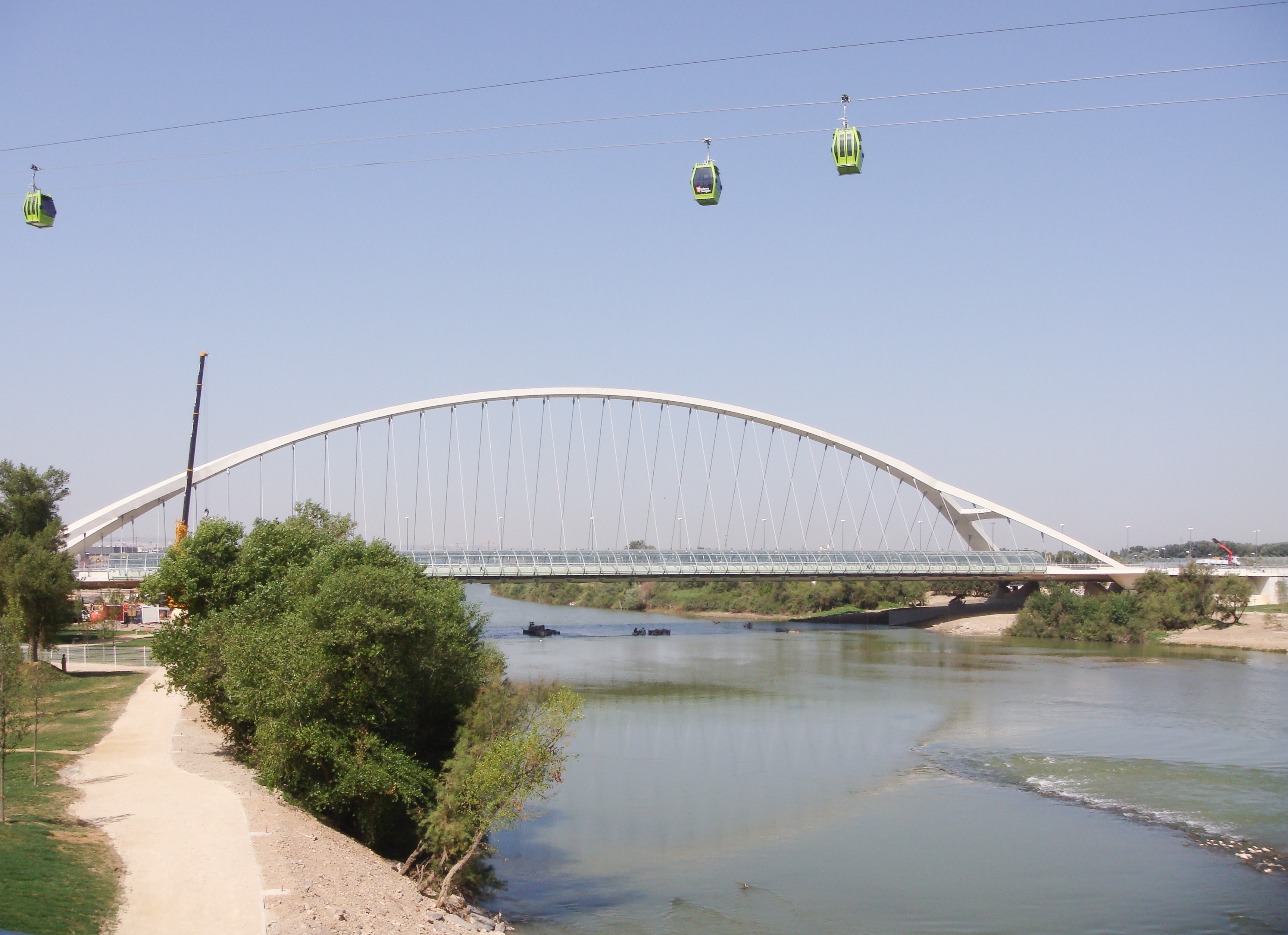
Die Puente del Tercer Milenio mit Gondeln der Expo 2008
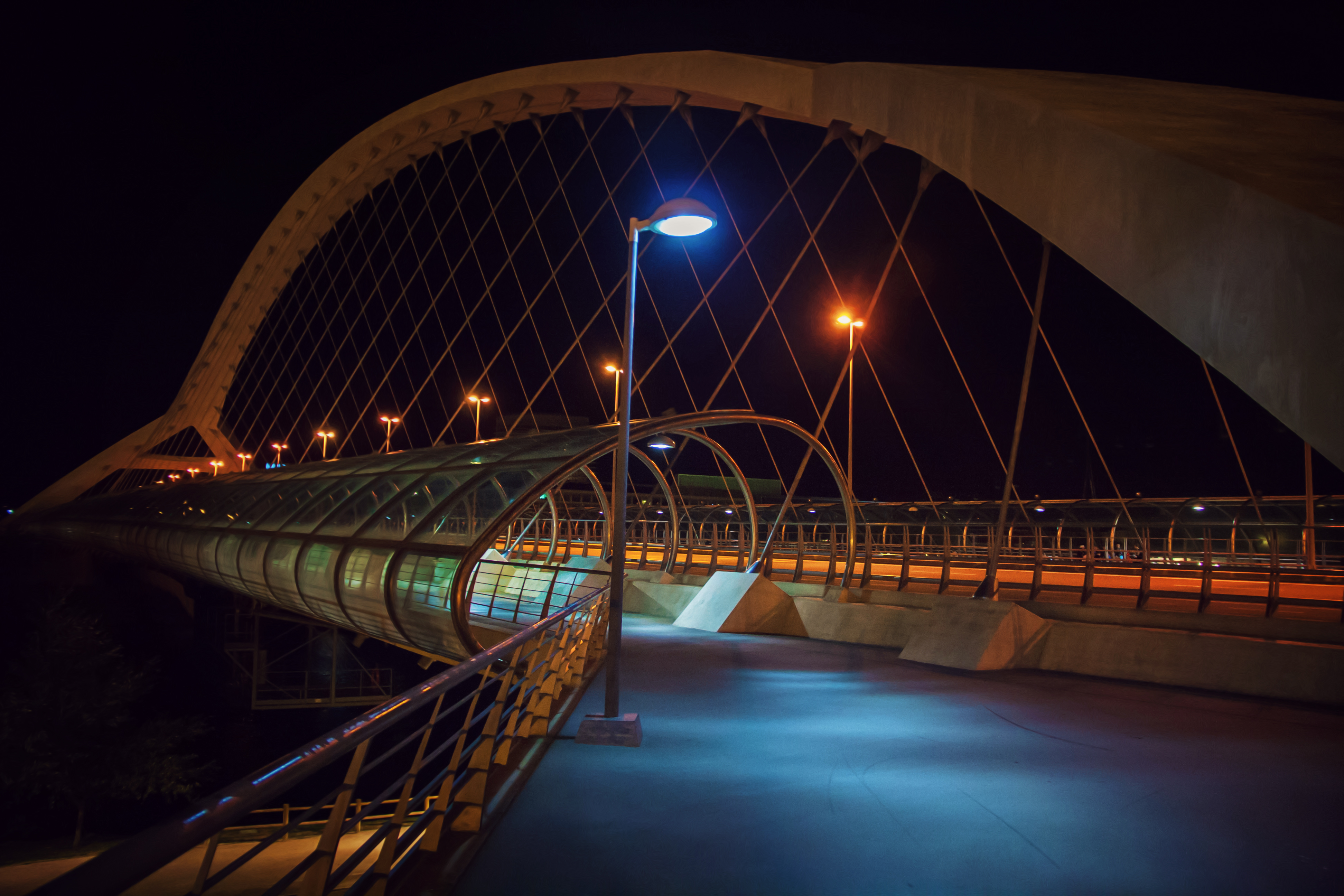
Die Brücke bei Nacht